# Verner Weckman
Johan Verner Weckman (26. července 1882 Loviisa – 22. února 1968 Helsinky) byl finský reprezentant v řecko-římském zápase. Stal se prvním Finem v historii, který získal olympijské zlato.
Pocházel z rolnické rodiny, studoval na střední škole Ressun lukio v Helsinkách. Od roku 1902 zápasil za klub Helsingfors Gymnastikklubben a v roce 1904 se stal mistrem Finska. Pak odešel studovat do Německa a vstoupil do oddílu Germania Karlsruhe. Vyhrál mistrovství světa v Duisburgu v roce 1905, které však Mezinárodní zápasnická federace neuznává jako oficiální. Na Athénských olympijských mezihrách v roce 1906 vyhrál střední váhovou kategorii a v zápase o absolutní prvenství ho porazil vítěz těžké váhy Søren Marinus Jensen z Dánska. Na Letních olympijských hrách 1908 Weckman zvítězil v kategorii do 93 kg. Jeho finálovým soupeřem byl krajan Yrjö Saarela, jehož položil na lopatky ve dvou zápasech ze tří.
Po londýnské olympiádě ukončil sportovní kariéru a věnoval se elektroinženýrství, které vystudoval na Technologickém institutu v Karlsruhe. Pracoval ve firmě Westinghouse a v dolech na Urale. V roce 1921 se stal technickým ředitelem helsinské továrny na kabely Kaapelitehdas a od roku 1937 do odchodu na penzi zastával pozici výkonného ředitele. Získal titul báňského rady (vuorineuvos) a Řád finského lva. Časopis Talouselämä ho zařadil na seznam stovky největších manažerů v historii finského průmyslu.